# Карийоки
Карийоки (фин. Karijoki) — община в провинции Южная Остроботния, Финляндия. Общая площадь территории — 186,55 км², из которых 0,78 км² — вода.

## Демография
На 31 января 2011 года в общине Карийоки проживают 1517 человек: 771 мужчин и 746 женщин.
Финский язык является родным для 98,03% жителей, шведский — для 1,78%. Прочие языки являются родными для 0,2% жителей общины.
Возрастной состав населения:
- до 14 лет — 12,72%
- от 15 до 64 лет — 60,32%
- от 65 лет — 27,22%

Изменение численности населения по годам:
| Год  | Численность |
| ---- | ----------- |
| 1980 | 2038        |
| 1990 | 1982        |
| 2000 | 1760        |
| 2010 | 1521        |
| 2011 | 1517        |